# André Matias
André Matias, né le 22 juin 1989 à Luanda, est un rameur angolais. 

## Carrière
En 2014, il devient vice-champion d'Afrique en deux de couple et en deux de couple poids légers. En 2015, il s'entraîne au Portugal au sein du Sporting Clube avec Jean-Luc Rasamoelina. Il est médaillé de bronze en deux de couple et en deux de couple poids légers aux Championnats d'Afrique d'aviron 2015.
Lors de la régate continentale à Tunis en 2015, il se qualifie pour les Jeux olympiques de 2016 où ils sont la première embarcation de l'Angola représentée dans ce sport. Le duo termine à la vingtième place de l'épreuve olympique de deux de couple.